# Dorsa Stille
Dorsa Stille – grupa grzbietów na powierzchni Księżyca  o średnicy około 80 km. Dorsa Stille znajduje się na współrzędnych selenograficznych ☾ 27,0°N 19,0°E/27,000000 19,000000 na obszarze Mare Imbrium.
Nazwa grzbietu została nadana w 1976 roku przez Międzynarodową Unię Astronomiczną i pochodzi od Hansa Stille (1876-1966), niemieckiego geologa.